# Emerald Fennell
Emerald Lilly Fennell (Londres, 1 de octubre de 1985) es una actriz, guionista, productora, directora y autora británica, ganadora, entre otros, del premio Óscar, WGA y BAFTA al mejor guion original por Promising Young Woman. Su trayectoria actoral abarca películas como Albert Nobbs (2011), Anna Karenina (2012), The Danish Girl (2015) y Vita & Virginia (2018). Recibió reconocimiento por sus papeles protagónicos en la serie dramática de época de la BBC Call the Midwife (2013-2017) y la serie dramática de época de Netflix The Crown (2019-2020).
Fennell también es conocida como showrunner de la segunda temporada de la serie de suspense de BBC America Killing Eve (2019), que le valió dos nominaciones al premio Primetime Emmy. Obtuvo más elogios de la crítica por dirigir, producir y escribir la película de suspense Promising Young Woman (2020) y la película de comedia negra Saltburn (2023).

## Biografía y familia
Fennell nació en Londres, Inglaterra, y asistió al Marlborough College. Luego estudió lengua inglesa en la Universidad de Oxford, donde actuó en obras de teatro universitarias. Allí fue vista por Lindy King de United Agents.
Su hermana, Coco Fennell, es diseñadora de moda. Sus padres son el diseñador de joyas Theo Fennell y la autora Louise Fennell (de soltera MacGregor).
Está casada con el productor y director Chris Vernon. La pareja tiene un hijo nacido en 2019. En abril de 2021 se hizo público su segundo embarazo.

## Carrera

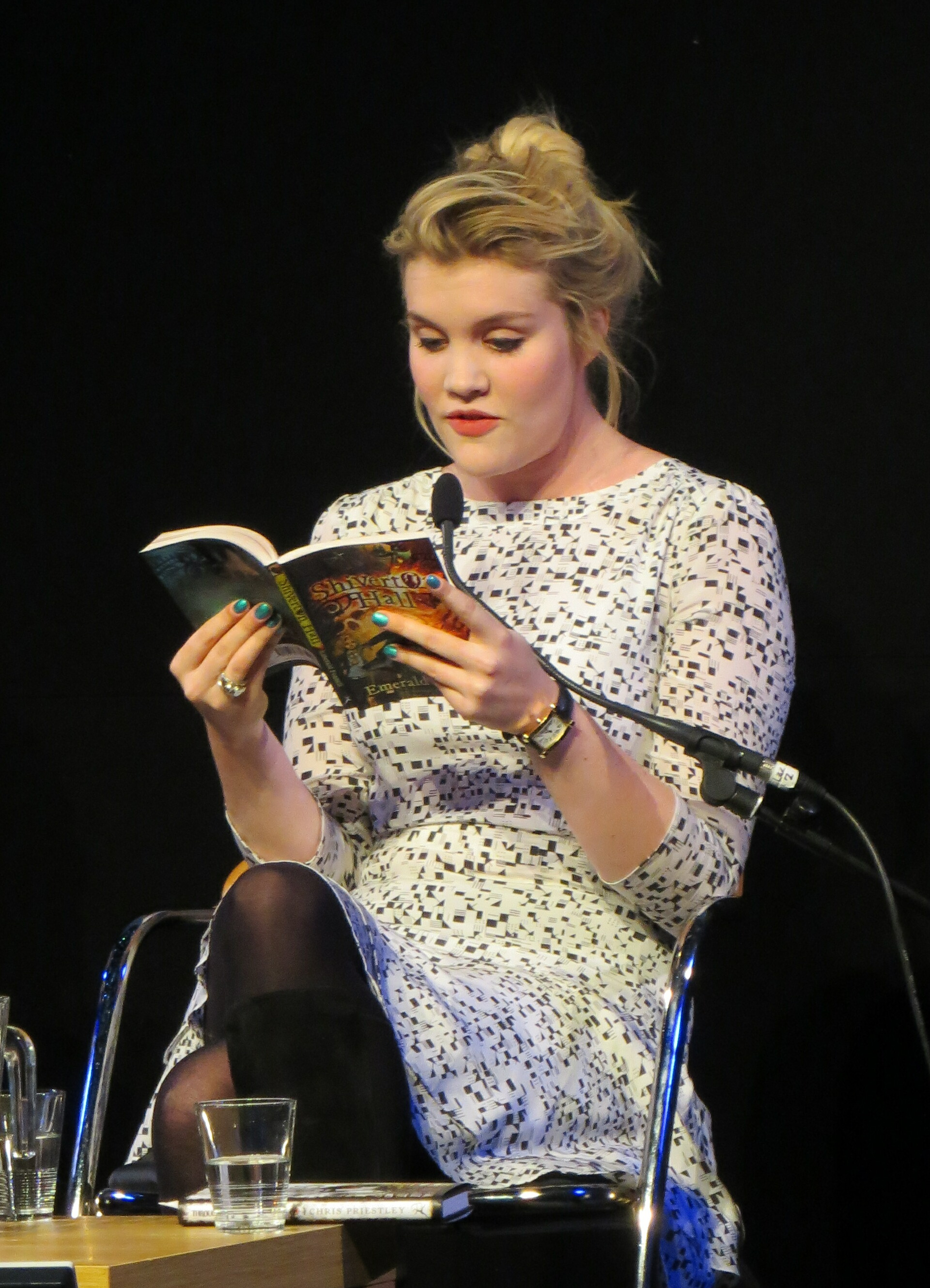
Fennell leyendo en 2013.

### Actuación
Fennell apareció en la comedia de situación de Channel 4 Chickens con Simon Bird, Joe Thomas y Jonny Sweet. Luego se unió al elenco de la serie de BBC One Call the Midwife como Patsy Mount. También es conocida por sus papeles cinematográficos en Albert Nobbs (2011), Anna Karenina (2012), The Danish Girl (2015) y Vita & Virginia (2019).
El 23 de octubre de 2018, se reveló que Fennell interpretaría a Camilla Shand en la tercera temporada de la serie de Netflix The Crown. Fennell hizo una breve aparición en su película debut como directora Promising Young Woman como presentadora de un video tutorial de maquillaje.

### Escritura y dirección
En 2008, Fennell recibió el encargo de escribir un guion cinematográfico (coproducido por Madeleine Lloyd Webber). Llamada Chukka, es una comedia romántica sobre un grupo de adolescentes que luchan contra el cierre de su escuela enfrentándose a los niños ricos en el polo.
Su primera novela fue publicada por Bloomsbury Children's Books en enero de 2013: Shiverton Hall, una fantasía para niños. En diciembre de 2012, Bloomsbury USA lo lanzó como libro electrónico.
The Creeper, una secuela, se publicó a mediados de 2014. ISFDB los cataloga como la serie Shiverton Hall. Fue preseleccionado para el Premio de Libros Infantiles Waterstones en 2014. Luego lanzó Monsters en septiembre de 2015, su primer libro de terror para adultos.
En julio de 2018, se anunció que Fennell fue contratada por su amiga Phoebe Waller-Bridge como escritora principal de la segunda temporada de la serie de BBC America Killing Eve, reemplazando a Waller-Bridge, quien permaneció como productora. Fennell escribió seis episodios para la temporada. Fennell también se convirtió en una de las productoras ejecutivas del programa. En declaraciones a The New York Times, Fennell dijo: «Phoebe [Waller-Bridge] y yo habíamos trabajado juntas en el pasado, y hemos sido amigos durante casi 10 años. Nos conocimos en una película, Albert Nobbs, en la que ambos teníamos pequeños papeles. Comencé en los primeros días como escritor en la sala de escritores de la temporada 2. Debido a que es un programa tan inusual, hicieron una sala de escritores muy suelta durante una semana solo para ver, y luego, maravillosa y afortunadamente para mí, me ascendieron a escritor principal». La segunda temporada comenzó a transmitirse en abril de 2019 En la 71a. edición de los Primetime Emmy Awards, Fennell fue nominada para un premio Primetime Emmy por Mejor Escritura de una Serie Dramática por el episodio de la temporada 2 «Nice and Neat».

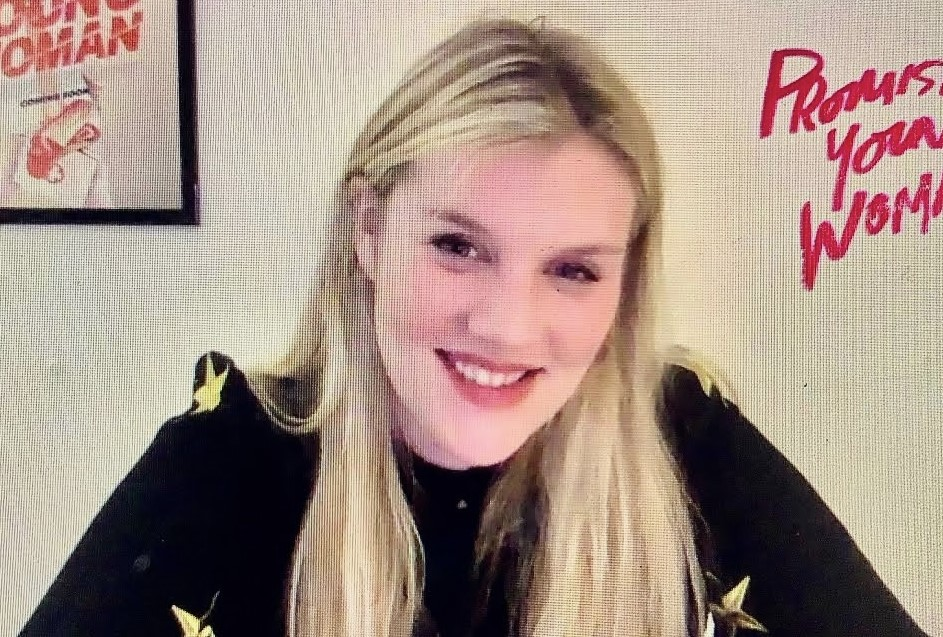
Fennell promocionando Promising Young Woman en 2020

En enero de 2019, se anunció que Fennell escribiría y dirigiría Promising Young Woman, protagonizada por Carey Mulligan. La producción comenzó en marzo de 2019. La película se estrenó en el Festival de Cine de Sundance con gran éxito de crítica. A abril de 2020, la película tenía una puntuación del 91 % en Rotten Tomatoes con la lectura de consenso de los críticos: «Un thriller audazmente provocativo y oportuno, Promising Young Woman es un prometedor debut para la guionista y directora Emerald Fennell, y un hito en la carrera de Carey Mulligan». Produjo la película con, entre otros, Margot Robbie y su compañía de producción LuckyChap Entertainment.
En enero de 2020, Andrew Lloyd Webber anunció que colaboraría con Fennell en un nuevo musical, Cinderella, que está previsto que se estrene en Londres en mayo de 2021.La siguiente película de Fennell fue Saltburn, protagonizada por Barry Keoghan, Jacob Elordi, Rosamund Pike y Alison Oliver.
En julio de 2024, fue anunciado la tercera película de Fennell, adaptación de la novela Emily Brontë, Wuthering Heights. La película estará protagonizada por Margot Robbie y Jacob Elordi. En octubre, Warner Bros. Pictures compró los derechos de distribución de la película.

## Filmografía

### Cine
| Año  | Título                | Crédito | Crédito   | Crédito   | Crédito    | Papel                            | Notas        |
| Año  | Título                | Actriz  | Directora | Escritora | Productora | Papel                            | Notas        |
| ---- | --------------------- | ------- | --------- | --------- | ---------- | -------------------------------- | ------------ |
| 2010 | Señor agradable       | Sí      | No        | No        | No         | Rachel                           |              |
| 2011 | Albert Nobbs          | Sí      | No        | No        | No         | Sra. Smythe-Willard              |              |
| 2012 | Anna Karenina         | Sí      | No        | No        | No         | Princesa Merkalova               |              |
| 2015 | La chica danesa       | Sí      | No        | No        | No         | Elsa                             |              |
| 2015 | Pan                   | Sí      | No        | No        | No         | Comandante                       |              |
| 2018 | Vita y Virginia       | Sí      | No        | No        | No         | Vanessa Bell                     |              |
| 2018 | Cuidado como vas      | No      | Sí        | Sí        | No         | N/A                              | Cortometraje |
| 2020 | Promising Young Woman | Sí      | Sí        | Sí        | Sí         | Anfitriona del tutorial de vídeo |              |
| 2023 | Barbie                | Sí      | No        | No        | No         | Midge                            |              |
| 2023 | Saltburn              | No      | Sí        | Sí        | Sí         | N/A                              | [ 27 ]       |
| 2025 | Ballerina             | No      | No        | Sí        | No         | N/A                              | Coguionista  |
| 2026 | Wuthering Heights     | No      | Sí        | Sí        | Sí         | N/A                              |              |

### Televisión
| Año       | Título                         | Papel                  | Notas                                                 |
| --------- | ------------------------------ | ---------------------- | ----------------------------------------------------- |
| 2007      | Juicio y retribución           | Sheena                 | Episodio: "Los pecados del padre - Parte 1"           |
| 2010      | New Tricks                     | Vicky (recepcionista)  | Episodio: "Bola que sale"                             |
| 2010      | Cualquier corazón humano       | Lottie                 | 3 episodios                                           |
| 2011-2013 | Chickens                       | Agnes                  | 7 episodios                                           |
| 2013      | Blandings                      | Monica Simmons         | Episodio: "Problema con la bebida"                    |
| 2013      | The Lady vanishes              | Odette                 | Telefilme                                             |
| 2013      | Asesinato en el frente interno | Issy Quennell          | Telefilme                                             |
| 2013-2017 | Call the midwife               | Enfermera Patsy Mount  | 27 episodios                                          |
| 2016      | Vagabundos                     | Genoveva               | Episodio: "Halloween"; También escritor (6 episodios) |
| 2017      | Victoria                       | Ada Lovelace           | Episodio: "Monstruo de ojos verdes"                   |
| 2019      | Killing Eve                    |                        | Escritora y productora ejecutiva; 8 episodios         |
| 2019-2020 | The Crown                      | Camila del Reino Unido | 7 episodios                                           |

### Teatro
| Año     | Título         | Papel     | Notas                           |
| ------- | -------------- | --------- | ------------------------------- |
| 2021–22 | Cinderella     | Escritora | Gillian Lynne Theatre, West End |
| 2023    | Bad Cinderella | Escritora | Imperial Theatre, Broadway      |

## Premios y nominaciones
| Año  | Premio                                                     | Categoría                                 | Trabajo               | Resultado | Ref.   |
| ---- | ---------------------------------------------------------- | ----------------------------------------- | --------------------- | --------- | ------ |
| 2018 | Premio del Festival de Cine de Sundance                    | Gran Premio del Jurado de Cortometraje    | Careful How You Go    | Nominada  | [ 29 ] |
| 2019 | Premios Primetime Emmy                                     | Mejor serie de drama                      | Killing Eve           | Nominada  | [ 30 ] |
| 2019 | Premios Primetime Emmy                                     | Mejor guion de drama                      | Killing Eve           | Nominada  | [ 30 ] |
| 2020 | Premio de la Asociación de Críticos de Cine de Los Ángeles | Mejor guion                               | Promising Young Woman | Ganadora  | [ 29 ] |
| 2021 | Premios de la Crítica Cinematográfica                      | Mejor película                            | Promising Young Woman | Nominada  | [ 31 ] |
| 2021 | Premios de la Crítica Cinematográfica                      | Mejor directora                           | Promising Young Woman | Nominada  | [ 31 ] |
| 2021 | Premios de la Crítica Cinematográfica                      | Mejor guion original                      | Promising Young Woman | Ganadora  | [ 31 ] |
| 2021 | Premios Óscar                                              | Mejor película (como productora)          | Promising Young Woman | Nominada  | [ 32 ] |
| 2021 | Premios Óscar                                              | Mejor director/a                          | Promising Young Woman | Nominada  | [ 32 ] |
| 2021 | Premios Óscar                                              | Mejor guion original                      | Promising Young Woman | Ganadora  | [ 32 ] |
| 2021 | Premios BAFTA                                              | Mejor película                            | Promising Young Woman | Nominada  | [ 33 ] |
| 2021 | Premios BAFTA                                              | Mejor película británica                  | Promising Young Woman | Ganadora  | [ 33 ] |
| 2021 | Premios BAFTA                                              | Mejor guion original                      | Promising Young Woman | Ganadora  | [ 33 ] |
| 2021 | Premio Globo de Oro                                        | Mejor película de drama                   | Promising Young Woman | Nominada  | [ 34 ] |
| 2021 | Premio Globo de Oro                                        | Mejor directora                           | Promising Young Woman | Nominada  | [ 34 ] |
| 2021 | Premio Globo de Oro                                        | Mejor guion                               | Promising Young Woman | Nominada  | [ 34 ] |
| 2021 | Premios Independent Spirit                                 | Mejor director/a                          | Promising Young Woman | Nominada  | [ 35 ] |
| 2021 | Premios Independent Spirit                                 | Mejor guion                               | Promising Young Woman | Ganadora  | [ 35 ] |
| 2021 | Premios del Sindicato de Guionistas                        | Mejor guion original                      | Promising Young Woman | Ganadora  |        |
| 2021 | Premios del Sindicato de Actores                           | Mejor reparto de drama                    | The Crown             | Ganadora  | [ 36 ] |
| 2021 | Premios Primetime Emmy                                     | Mejor actriz de reparto - Serie dramática | The Crown             | Nominado  | [ 37 ] |
| 2023 | Premios de la Asociación de Críticos de Hollywood          | Mejor director                            | Saltburn              | Nominada  | [ 38 ] |
| 2023 | Premios de la Asociación de Críticos de Hollywood          | Mejor guion original                      | Saltburn              | Nominada  | [ 38 ] |
| 2023 | Premios BAFTA                                              | Mejor película británica                  | Saltburn              | Nominada  | [ 39 ] |